# Svedmyra
Svedmyra est un quartier du district de Farsta à Stockholm en Suède.

## Description
Svedmyra est un quartier de Söderort. 
Svedmyra est située entre Stureby et Tallkrogen et son territoire s'étend sur environ 92 hectares. 
Svedmyra est entourée de forêts et d'espaces verts.
Le nom Svedmyra vient d'une ferme qui se trouvait autrefois sur le site, appelée Svinmyran. 
Le manoir est connu depuis le XIVème siècle et appartenait à la ferme Östberga.

## Frontières
Svedmyra borde les quartiers de Tallkrogen (par la zone forestière Svedmyraskogen et plus loin la rue Torögatan puis sur une ligne à l'ouest de Herrrhagsvägen), Gubbängen (la rue Tallkrogsvägen et plus loin la zone forestière de Majroskogen à l'ouest en direction de l'Örbyleden), à Stureby (au nord d'Örbyleden à Grycksbovägen et le long du côté est du métro de Stockholm en direction de Svedmyraplan) et Gamla Enskede (Svedmyraplan-Handelsvägen et Svedmyraskogen jusqu'à un point au sud de Riskvägen).

## Galerie

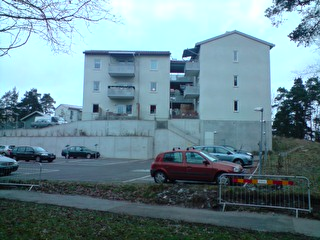
Kvarteret Sockenstämman.
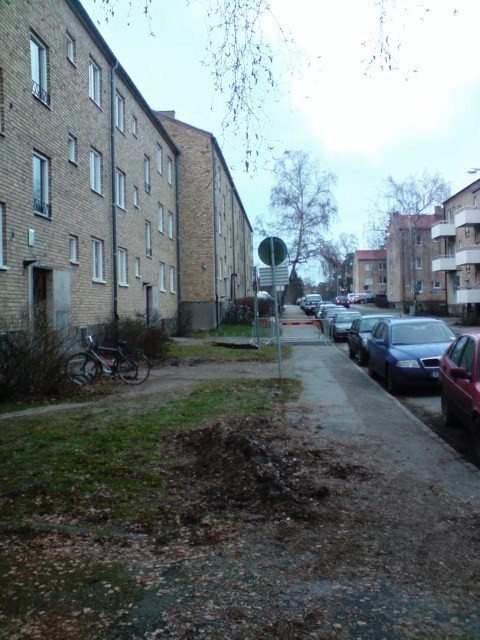
Oppundavägen 20.
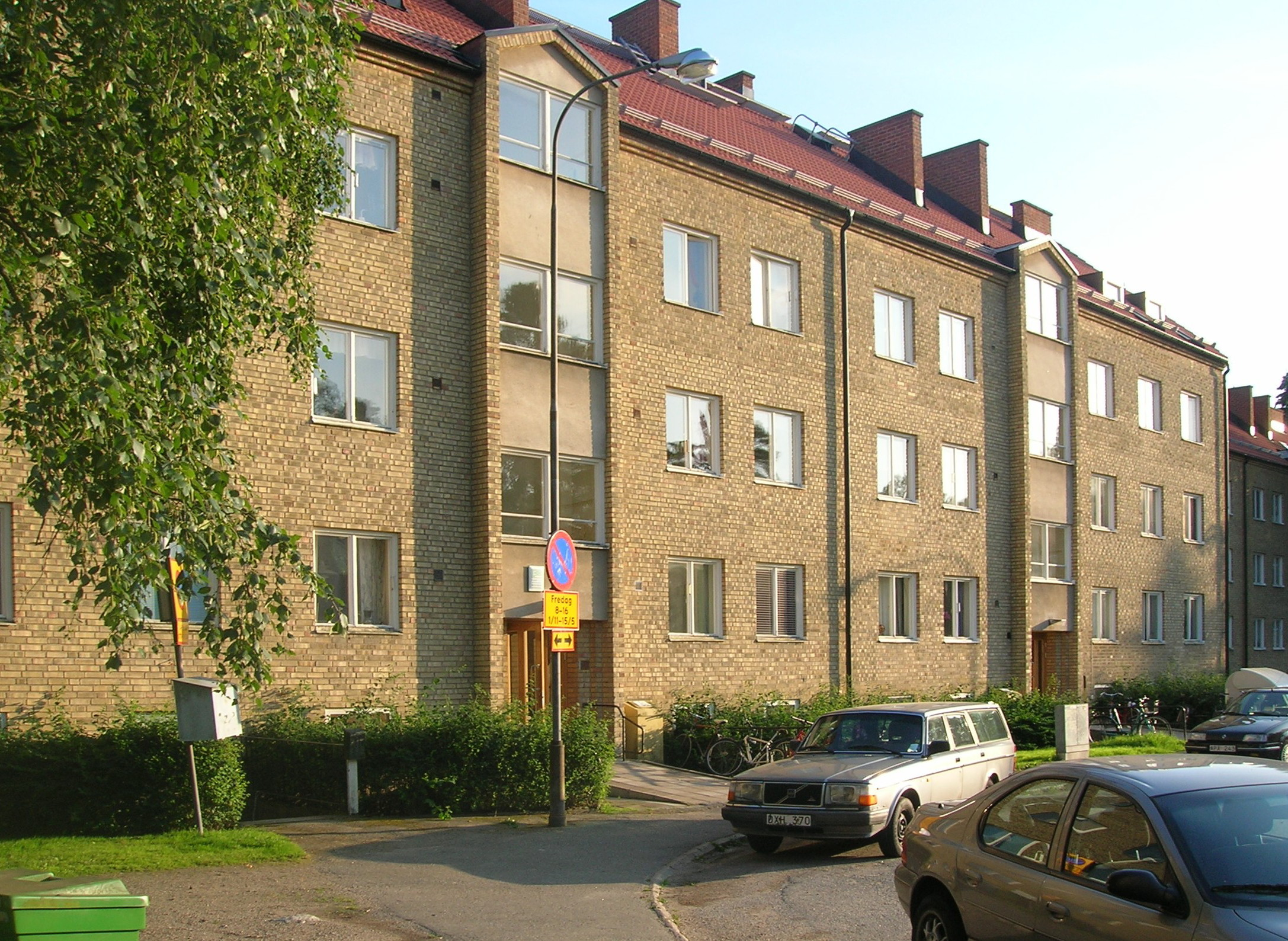
Malmöhuset.
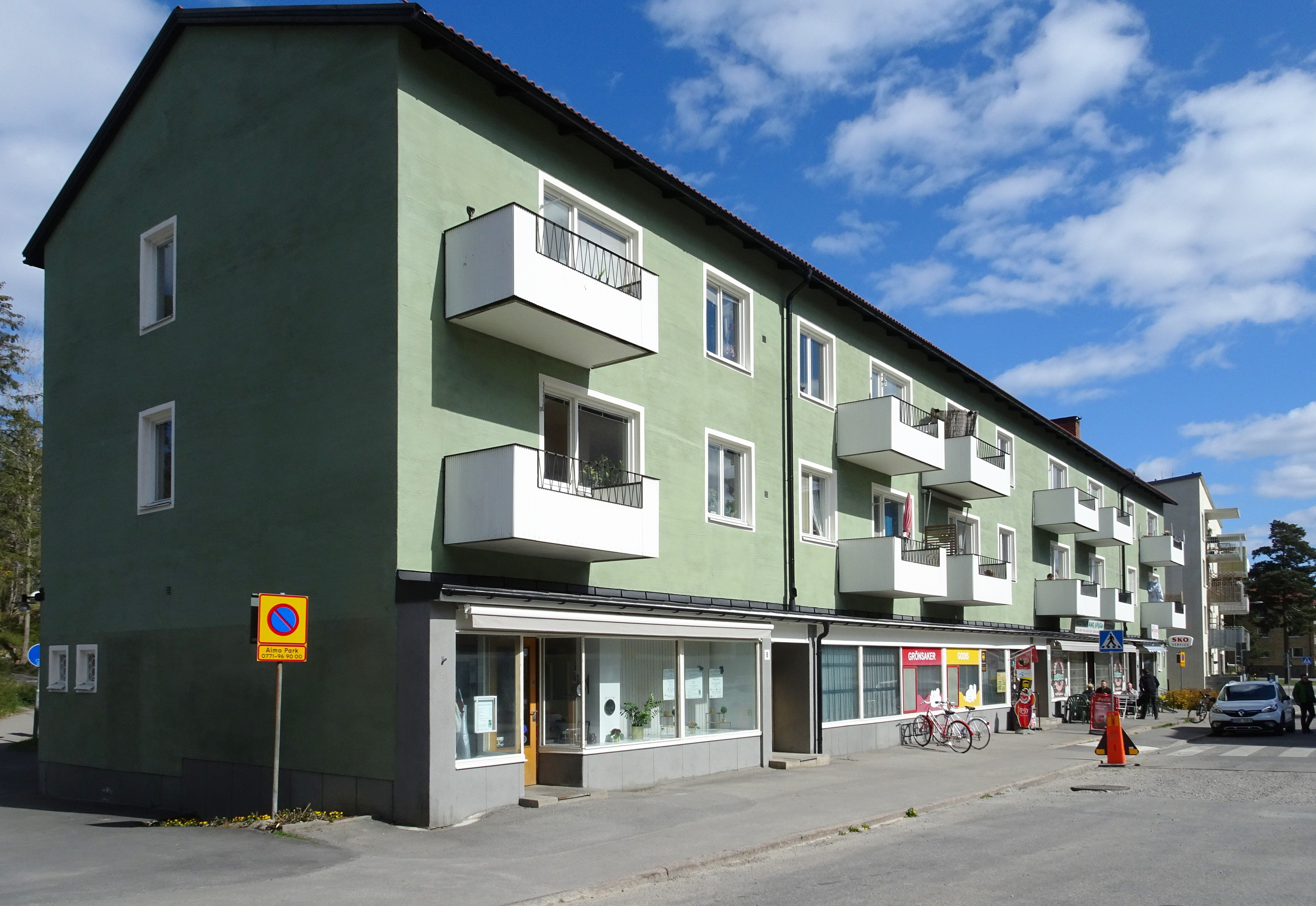
Postiljonsvägen.
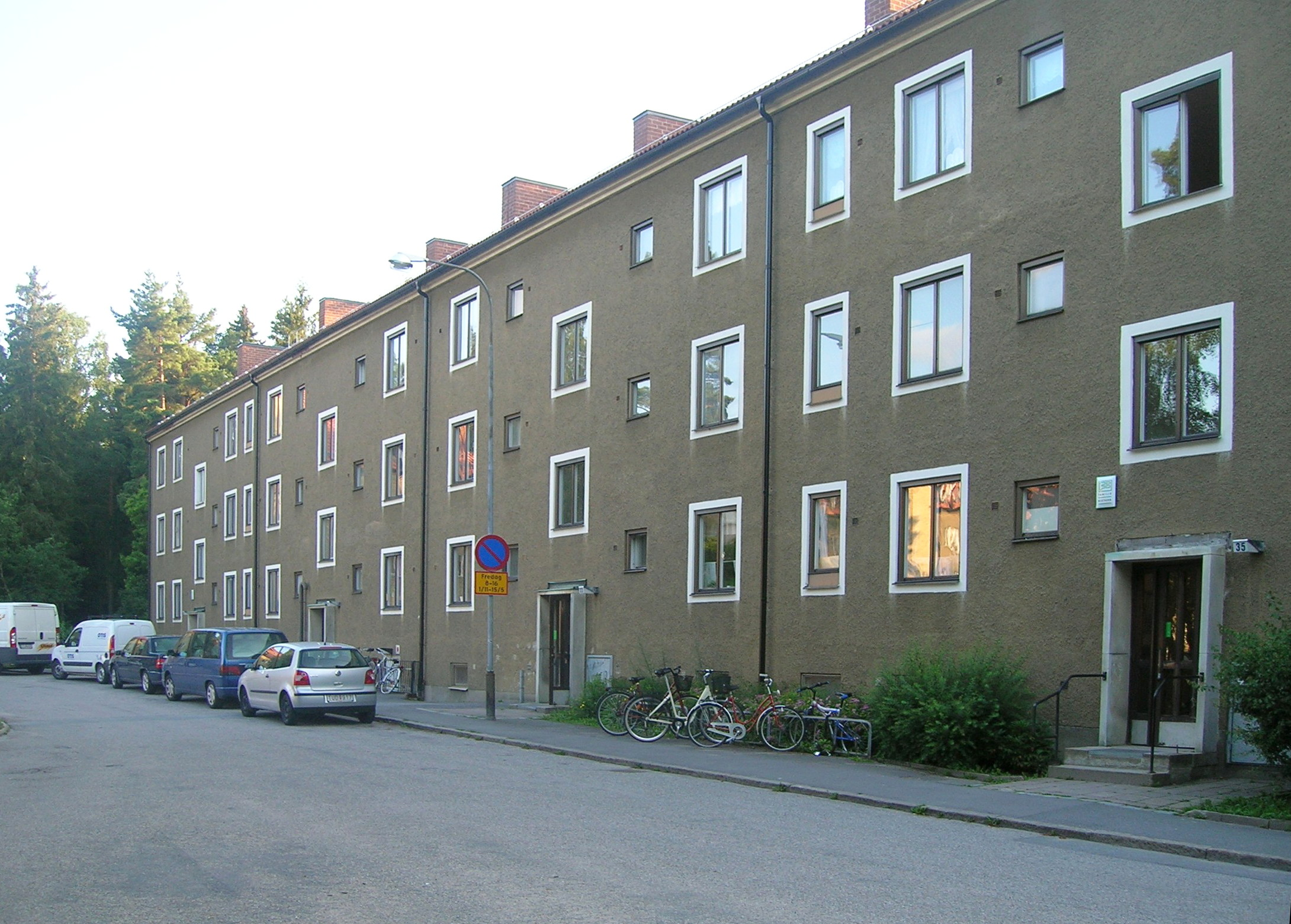
Stockholmshuset.